# Rádio Catedral (Porto Alegre)
Rádio Catedral é uma emissora radiofônica concessionada em Esteio, porém sediada em Porto Alegre, respectivamente cidade e capital do RS. Opera em 1210 kHz, e é uma emissora própria da Rede Aleluia. Sua frequência já abrigou a Rádio Pampa, logo nos seus primórdios, antes da compra por parte de Otávio Dumit Gadret. Foi adquirida pela IURD, tornando-se a Rádio Record Porto Alegre entre os primórdios dos anos 90 e toda a década de 2000, e posteriormente, emissora da Rede Aleluia desde 2012.

## História
Foi fundada em 1966 por Otávio Dumit Gadret, como uma rádio que queria se diferenciar das outras de Porto Alegre começando pela concessão na cidade de Esteio, como Rádio Transcontinental de Esteio. Em seguinte se tornou uma repetidora da Rádio Caiçara até 1972 quando passou a repetir a Rádio Pampa, em 1979 se afiliou a Rádio Eldorado e nessa época começou a produzir programação própria. Em 1986, deixou de repetir a Eldorado e passou se chamar Rádio Esteio, até 1999 quando foi vendida para o Grupo Record, se tornando uma emissora própria da Rádio Record, até 2012 quando se tornou uma emissora própria da Rede Aleluia.